# فوهة سيربنسكي

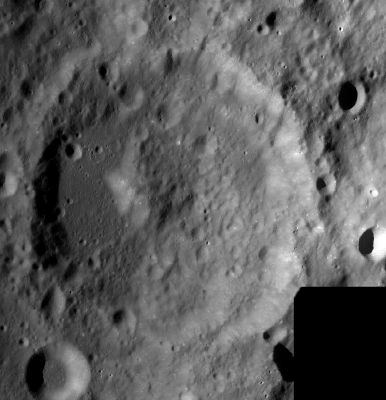
فوهة سيربنسكي

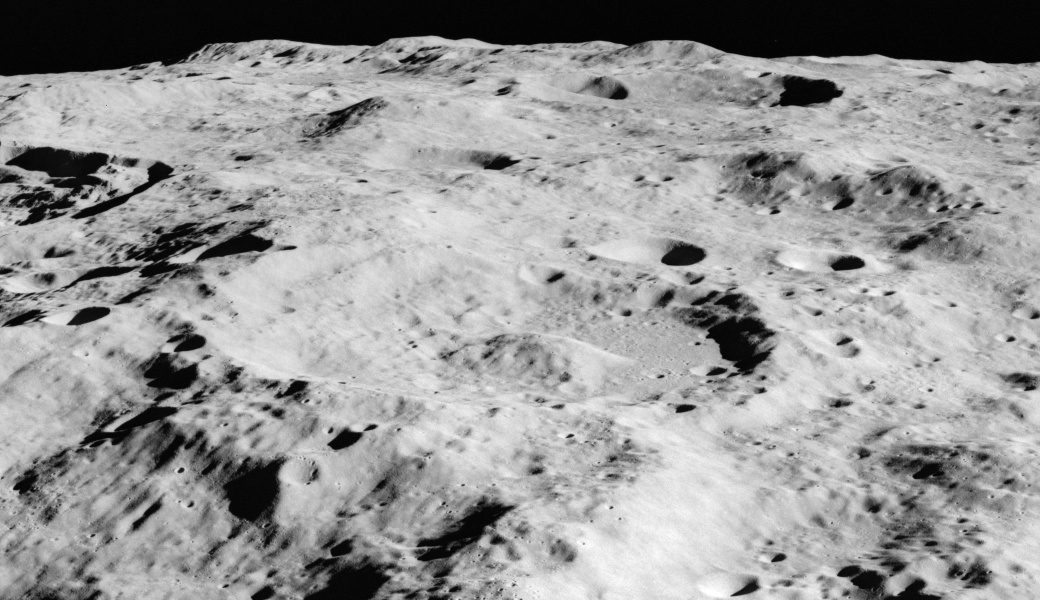
مقطع أفقي للفوهة من بعثة أبولو 17

فوهة سيربنسكي (27.2°S 154.5°E) هي فوهة صدمية قمرية تقع في الجانب البعيد من سطح القمر. تقع جنوب شرق من جدار غاغارين الضخم، وشمال غرب فوهة أوداي وماري إنجيني.

## الوصف

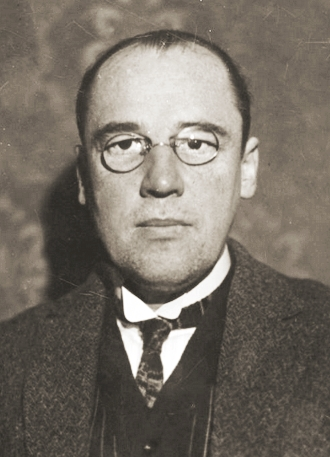
عالم الرياضيات البولندي واكلاو فرانتشيشك سيربنسكي التي سميت الفوهة على إسمه تكريما له على مجمل أعماله.

يظهر على الفوهة تأثير العوامل البيئة بشكل واضح، وخصوصا على طول الحافة الجنوبية الغربية بداية من منطقة سيربنسكي كيو حتى الجدران الداخلية. تتميز الفوهة بأن حواف المنطقة الشرقية أعلى وجدارنها الداخلية أسمك من باقي الحواف. كما تتميز بوجود فوهة بارزة بين مركز الفوهة والحافة الشمالية، غير بعض الفوهات صغيرة الحجم الموجودة على طول الحافة الشمالية والشمالية الغربية. أما بالنسبة لأرضية وسطح الفوهة فهو غير مستو ماعدا جزء صغير في النصف الغربي يمكن اعتباره مستو نسبيا.
يبلغ قطر الفوهة ما يقرب من 69 كم، بينما يبلغ عمقها لم يتم قياسه حتى الآن، وعلى زاوية 206° من شروق الشمس. سميت الفوهة بهذا الاسم تكريما لعالم الرياضيات البولندي واكلاو فرانتشيشك سيربنسكي على مجمل أعماله وتخليدا لذكراه.

## فوهات القمر الصناعي
لرسم خريطة مماثلة لفوهات القمر يتم وضح حروف على كل جانب من جوانب الفوهة ومركزها لكل حرف منهم دلاله معينة.
| سيربنسكي | خط طول  | خط عرض   | القطر |
| -------- | ------- | -------- | ----- |
| Q        | 28.3° S | 153.6° E | 15 كم |

## وصلات خارجية
- فوهات القمر
- جوله حول فوهات القمر -ناسا.
- خريطة لونر 103، توضح فيها مكان فوهة سيربنسكي وما يحيط بها.